# Surâsul mamei
Surâsul mamei (în spaniolă La sonrisa de mamá) este un film muzical argentinian din 1972, regizat de Enrique Carreras, după un scenariu de Abel Santa Cruz și cu muzică compusă de Tito Ribero și Palito Ortega. În rolurile principale interpretează Libertad Lamarque, Palito Ortega, Ángel Magaña, Irma Córdoba, Adriana Aguirre și Silvia Mores.
A fost penultima participare a lui Lamarque în cinematografie, precum și cel de-al doilea film al său în cinematografia argentiniană de la exilul său în 1946 și primul după doisprezece ani după Creo en ti. Ortega și Lamarque au cântat melodia cu același nume (cunoscută și sub numele de „Se parece a mi mamá”) pentru acest film, care a avut un mare succes.

## Rezumat
Angélica Zamora (Libertad Lamarque) este o actriță și cântăreață celebră, lăsată deoparte de cei trei copii ai săi Julio (Palito Ortega), Clotilde (Silvia Mores) și Felipe - deja căsătorită și cu o fiică. După ce au aflat de o boală gravă care începe s-o afecteze pe Angélica, copiii ei și prietenii ei Damián (Ángel Magaña) și soția lui (Irma Córdoba) intenționează să o facă să petreacă cele mai bune momente fără ca ea să afle despre boala de care suferă. Julio va ajunge până în punctul de a se logodi cu Carmen (María de los Ángeles Medrano), o tânără îndrăgostită de el căreia Julio îi devine iubit pentru a-i face pe plac mamei sale.

## Distribuție
- Libertad Lamarque⁠(d) - Angelica Zamora
- Palito Ortega⁠(d) - Julio
- Angel Magana⁠(d) - Damian
- Irma Cordoba⁠(d)
- Silvia Mores⁠(d) - Clotilde

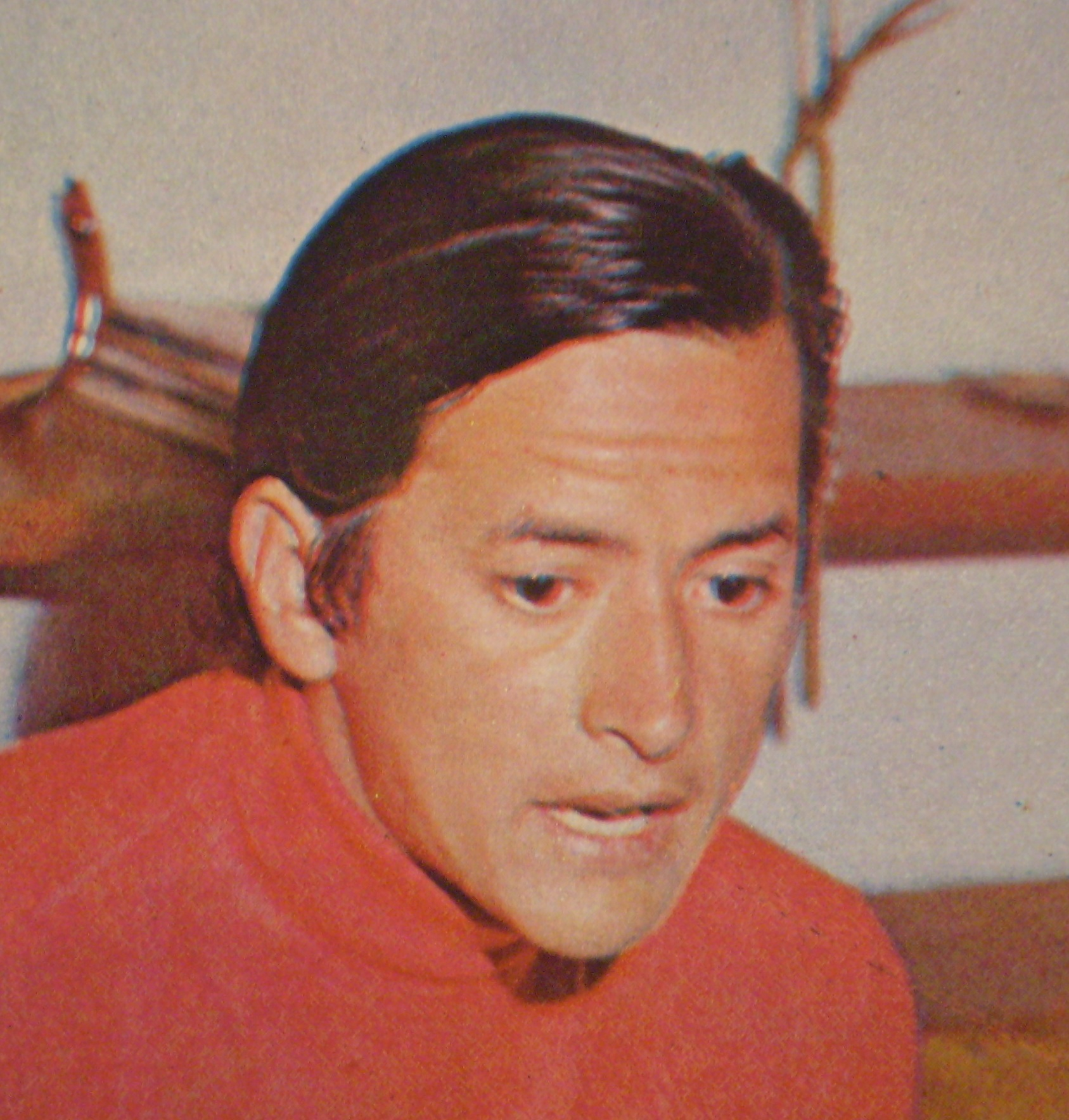
Ortega în 1970

- Maria de los Angeles Medrano⁠(d) - Carmen
- Nelly Beltran⁠(d) - Elena
- Emilio Comte⁠(d) - Prietenul lui Julio
- Ricardo Passano - Medicul Echevarria
- Pablo Daniel
- Tito Mendoza⁠(d) - prietenul lui Julio [10]

## Cântece
- «Se parece a mi mamá»
- «La chinita cochinera»
- «No es una fiesta»
- «La alegría de mi vida»
- «Anda y tirate al río»
- «Yo sé que anoche te soñé»
- «En el 900»
- «El firulete»
- «Canción de Buenos Aires»